# 2005年热带风暴布雷特
热带风暴布雷特（英語：Tropical Storm Bret）是2005年大西洋飓风季期间曾登陆墨西哥韦拉克鲁斯州的一场持续时间较为短暂的热带风暴，也是全季首场吹袭墨西哥的风暴。系统于6月28日在坎佩切湾由东风波发展形成后快速增强，是本季第二场获得命名的风暴。气旋向西北偏西方向移动，成形不到24小时后便已登陆，并于不久后消散。
全季共有六个热带风暴或更高强度（三场热带风暴，三场飓风，其中两场为大型飓风）的热带气旋袭击墨西哥，布雷特是其中第一场。气旋于6月28日升级成热带风暴，2005年大西洋飓风季因此成为1986年后第一个在6月就已形成两场热带风暴的大西洋飓风季。风暴沿途普降暴雨，24小时最高降雨量达266毫米，引发严重洪灾并夺走一条人命。约有7500人受到气旋影响，损失总额超过100万墨西哥比索（2005年墨西哥比索，相当于同年的930万美元）。

## 气象历史
6月24至27日，一股东风波同弱地面低气压区一起穿越中美洲和墨西哥东部。6月28日清晨，系统关联的扰动天气区进入坎佩切湾，但因同陆地过于接近，并且外界环境还存在不利的上层风切变，系统起初未能马上发展，而是以每小时8到16公里的速度向西北偏西方向移动。进入开放海域后，系统内的深层对流得以组织，逐渐发展出弧形带状特征。根据飞入系统的飓风猎人所测数据，美国国家飓风中心估计系统于协调世界时6月28日下午18点在韦拉克鲁斯东北方向约100公里洋面发展成本季第二号热带低气压。气象机构发布针对气旋的首份公告同时，墨西哥政府也向韦拉克鲁斯到坦皮科之间地区发布热带风暴警告。
成为热带低气压约4小时后，气旋增强成热带风暴并获名“布雷特”（Bret），中心最低气压降至1002毫巴（百帕，29.59英寸汞柱）。不久后，风暴的雷达图像变得模糊，中心附近的对流有所消退。受德克萨斯州上空的中层反气旋影响，布雷特稳步向西北偏西方向前进，并且开始在登岸前夕再度组织。6月29日中午12点，气旋以风力时速65公里强度从墨西哥韦拉克鲁斯州图斯潘（Tuxpan）东南方向不远处登陆。穿过沿海地区后，布雷特很快就降级成热带低气压，但内部仍然有层次分明的云层格局和深层对流存在。气旋中心转向西北偏北，于6月30日清晨在墨西哥内陆上空消散。

## 影响
热带风暴布雷特沿途普降暴雨，其中以韦拉克鲁斯州劳达尔（El Raudal）的24小时降雨量最高，达266毫米，另有多地测得超过100毫米雨量。受暴雨影响，韦拉克鲁斯州大范围地区洪水泛滥，特别是纳兰霍斯（Naranjos）城内，一条河流位于该市境内河段泛滥成灾，导致部分地区的洪水有两米深。另据报道，韦拉克鲁斯州还有多条河流泛滥。
风暴过境后不久，韦拉克鲁斯州政府共计为受到影响的居民开设6000个应急风暴避难所。布雷特的降水引发洪灾，导致许多房屋和汽车被淹，全州共有约7500户家庭直接受到气旋影响。墨西哥陆军、州政府官员及警察合作，利用两栖交通工具抢救房屋被淹的居民，许多居民一度爬上屋顶等待救援。据韦拉克鲁斯州民防部门报道，塞罗阿苏尔（Cerro Azul）有一人淹死，另外还有多人失踪。洪灾引发多起山体滑坡，致使多地通讯中断，66个村庄一度与世隔绝。韦拉克鲁斯全州受灾最严重的地区分别是纳兰霍斯、奇南帕德戈罗斯蒂萨（Chinampa de Gorostiza）、塔玛林（Tamalín）、坦提玛（Tantima）贝尼托胡亚雷斯（Benito Juárez）、塔米亚瓦（Tamiahua）和桑切斯滕波阿尔（Tempoal de Sánchez）。州政府宣布14个市镇进入紧急状态。该州的经济损失总额超过1亿墨西哥比索（2005年墨西哥比索，相当于同年的930万美元），州政府向联邦政府请求相当于损失总额的援助金用于重建。